# Timothy Kitum
Timothy Kitum (* 20. November 1994 im Marakwet District) ist ein kenianischer Mittelstreckenläufer, der sich auf den 800-Meter-Lauf spezialisiert hat.

## Karriere und Erfolge
Erste internationale Erfahrungen sammelte Kitum bei den Leichtathletik-Jugendweltmeisterschaften 2011 in Lille, wo er über 800 Meter hinter seinem Landsmann Leonard Kirwa Kosencha und dem Äthiopier Mohammed Aman die Bronzemedaille gewann. 2012 erreichte er bei den Hallenweltmeisterschaften in Istanbul über dieselbe Distanz die Halbfinalrunde. Bei den Juniorenweltmeisterschaften in Barcelona wurde er hinter Nijel Amos aus Botswana Zweiter. Außerdem machte er in der Saison mit vorderen Platzierungen bei Leichtathletik-Meetings wie dem Shanghai Golden Grand Prix, den FBK-Games in Hengelo und der Golden Gala in Rom auf sich aufmerksam.
Den bis dahin bedeutendsten Erfolg feierte Kitum bei den Olympischen Spielen in London, für die er sich als Zweiter der kenianischen Ausscheidungswettbewerbe qualifiziert hatte. Hinter seinem Landsmann und Weltrekordhalter David Lekuta Rudisha sowie Nijel Amos errang er in persönlicher Bestzeit von 1:42,53 Minuten die Bronzemedaille.
Timothy Kitum ist 1,72 m groß und wiegt 60 kg.

## Bestleistungen
- 800 m: 1:42,53 min, 9. August 2012, London
  - Halle: 1:45,96 min, 14. Februar 2012, Liévin